# سانتا کروز کابرالیا
سانتا کروز کابرالیا (به پرتغالی: Santa Cruz Cabrália) یک سکونتگاه مسکونی در برزیل است که در باهیا واقع شده‌است.